# Могошешть-Сірет
Могошешть-Сірет, Могошешті-Сірет (рум. Mogoșești-Siret) — село у повіті Ясси в Румунії. Входить до складу комуни Могошешть-Сірет.
Село розташоване на відстані 305 км на північ від Бухареста, 60 км на захід від Ясс.

## Населення
За даними перепису населення 2002 року у селі проживали 804 особи, усі — румуни. Усі жителі села рідною мовою назвали румунську.